# París-Niça 2009
La 67a edició de la cursa ciclista París-Niça es disputà entre el 8 i el 15 de març de 2009. Els principals favorits per guanyar aquesta edició eren l'australià Cadel Evans (Silence-Lotto), el luxemburguès Fränk Schleck (Saxo Bank) i l'espanyol Alberto Contador (Team Astana).
Finalment el vencedor fou l'espanyol Luis León Sánchez Gil (Caisse d'Epargne), per davant del luxemburguès Fränk Schleck (Saxo Bank) i el francès Sylvain Chavanel (Quick Step).
L'edició fou molt disputada, amb nombrosos canvis en el lideratge de la prova. Un recorregut atractiu, amb carreteres complicades, constants ports de muntanya van posar emoció en aquesta edició de la París-Niça. Cal destacar el defalliment que Alberto Contador va patir a la 7a etapa, amb final a Fayence, quan sent líder va perdre quasi tres minuts respecte al vencedor de l'etapa i guanyador final de la cursa, Luis León Sánchez Gil, perdent d'aquesta manera tota possibilitat de triomf final.

## Equips participants
En aquesta edició de la París-Niça hi prenen part els següents 20 equips:
| Núm.  | Codi | Equip                   |
| ----- | ---- | ----------------------- |
| 1-8   | ALM  | AG2R La Mondiale        |
| 11-18 | SIL  | Silence-Lotto           |
| 21-28 | RAB  | Rabobank                |
| 31-38 | GRM  | Garmin-Slipstream       |
| 41-48 | QST  | Quick Step              |
| 51-58 | AST  | Astana                  |
| 61-68 | GCE  | Caisse d'Epargne        |
| 71-78 | FDJ  | Française des Jeux      |
| 81-88 | SAX  | Team Saxo Bank          |
| 91-97 | THR  | Team Columbia-High Road |

| Núm.    | Codi | Equip                 |
| ------- | ---- | --------------------- |
| 101-108 | LIQ  | Liquigas              |
| 111-118 | COF  | Cofidis               |
| 121-128 | EUS  | Euskaltel-Euskadi     |
| 131-138 | BBO  | BBox Bouygues Telecom |
| 141-148 | KAT  | Team Katusha          |
| 151-158 | AGR  | Agritubel             |
| 161-168 | LAM  | Lampre-N.G.C.         |
| 171-178 | MRM  | Team Milram           |
| 181-188 | CTT  | Cervélo TestTeam      |
| 191-198 | SKS  | Skil-Shimano          |

## Etapes

### Etapa 1 - 8 de març de 2009:Amilly, 9,3 km (CRI)
|   | Ciclista          | Equip                   | Temps   |
| - | ----------------- | ----------------------- | ------- |
| 1 | Alberto Contador  | Team Astana             | 11' 05" |
| 2 | Bradley Wiggins   | Garmin-Slipstream       | + 7"    |
| 3 | Luis León Sánchez | Caisse d'Epargne        | + 9"    |
| 4 | Tony Martin       | Team Columbia-High Road | + 11"   |
| 5 | David Millar      | Garmin-Slipstream       | + 14"   |

|   | Ciclista          | Equip                   | Temps   |
| - | ----------------- | ----------------------- | ------- |
| 1 | Alberto Contador  | Team Astana             | 11' 05" |
| 2 | Bradley Wiggins   | Garmin-Slipstream       | + 7"    |
| 3 | Luis León Sánchez | Caisse d'Epargne        | + 9"    |
| 4 | Tony Martin       | Team Columbia-High Road | + 11"   |
| 5 | David Millar      | Garmin-Slipstream       | + 14"   |

### Etapa 2 - 9 de març de 2009:Saint-Brisson-sur-Loire-La Chapelle-Saint-Ursin, 195,.5 km
|   | Ciclista          | Equip                   | Temps      |
| - | ----------------- | ----------------------- | ---------- |
| 1 | Heinrich Haussler | Cervélo TestTeam        | 4h 45 '01" |
| 2 | Mark Renshaw      | Team Columbia-High Road | m. t.      |
| 3 | Mirco Lorenzetto  | Lampre-N.G.C.           | m. t.      |
| 4 | Tom Veelers       | Skil-Shimano            | m. t.      |
| 5 | Murilo Fischer    | Liquigas                | m. t.      |

|   | Ciclista          | Equip                   | Temps      |
| - | ----------------- | ----------------------- | ---------- |
| 1 | Alberto Contador  | Team Astana             | 4h 56' 06" |
| 2 | Bradley Wiggins   | Garmin-Slipstream       | + 7"       |
| 3 | Luis León Sánchez | Caisse d'Epargne        | + 9"       |
| 4 | Tony Martin       | Team Columbia-High Road | + 11"      |
| 5 | David Millar      | Garmin-Slipstream       | + 14"      |

### Etapa 3 - 10 de març de 2009:Orval-Vichy, 178 km
|   | Ciclista            | Equip      | Temps      |
| - | ------------------- | ---------- | ---------- |
| 1 | Sylvain Chavanel    | Quick Step | 4h 33' 12" |
| 2 | Joan Antoni Flecha  | Rabobank   | m. t.      |
| 3 | Sebastian Langeveld | Rabobank   | m. t.      |
| 4 | Stéphane Auge       | Cofidis    | m. t.      |
| 5 | Kevin Seeldrayers   | Quick Step | m. t.      |

|   | Ciclista            | Equip         | Temps      |
| - | ------------------- | ------------- | ---------- |
| 1 | Sylvain Chavanel    | Quick Step    | 9h 29' 27" |
| 2 | Juan Manuel Garate  | Rabobank      | + 32"      |
| 3 | Juan Antonio Flecha | Rabobank      | + 33"      |
| 4 | Kevin Seeldrayers   | Quick Step    | + 35"      |
| 5 | Jurgen Roelandts    | Silence-Lotto | + 37"      |

### Etapa 4 - 11 de març de 2009:Vichy-Saint-Étienne, 173,5 km
|   | Ciclista              | Equip             | Temps      |
| - | --------------------- | ----------------- | ---------- |
| 1 | Christian Vande Velde | Garmin-Slipstream | 4h 01' 31" |
| 2 | Jonathan Hivert       | Skil-Shimano      | + 14"      |
| 3 | Mirco Lorenzetto      | Lampre-N.G.C.     | m. t.      |
| 4 | Christophe Moreau     | Agritubel         | m. t.      |
| 5 | Jens Voigt            | Team Saxo Bank    | m. t.      |

|   | Ciclista           | Equip       | Temps       |
| - | ------------------ | ----------- | ----------- |
| 1 | Sylvain Chavanel   | Quick Step  | 13h 31' 36" |
| 2 | Juan Manuel Gárate | Rabobank    | + 6"        |
| 3 | Joan Antoni Flecha | Rabobank    | + 36"       |
| 4 | Alberto Contador   | Team Astana | m. t.       |
| 5 | Kevin Seeldrayers  | Quick Step  | + 37"       |

### Etapa 5 - 12 de març de 2009:Annonay-Vallon-Pont-d'Arc, 204 km
|   | Ciclista          | Equip                   | Temps      |
| - | ----------------- | ----------------------- | ---------- |
| 1 | Jérémy Roy        | Française des Jeux      | 4h 58' 47" |
| 2 | Thomas Voeckler   | Bbox Bouygues Telecom   | m. t.      |
| 3 | Tony Martin       | Team Columbia-High Road | + 3"       |
| 4 | Heinrich Haussler | Cervélo TestTeam        | + 2' 33"   |
| 5 | Murilo Fischer    | Liquigas                | m. t.      |

|   | Ciclista           | Equip       | Temps       |
| - | ------------------ | ----------- | ----------- |
| 1 | Sylvain Chavanel   | Quick Step  | 18h 32' 56" |
| 2 | Juan Manuel Gárate | Rabobank    | + 6"        |
| 3 | Joan Antoni Flecha | Rabobank    | + 36"       |
| 4 | Alberto Contador   | Team Astana | m. t.       |
| 5 | Kevin Seeldrayers  | Quick Step  | + 37"       |

### Etapa 6 - 13 de març de 2009:Saint-Paul-Trois-Châteaux-La Montagne de Lure, 182,5 km
|   | Ciclista          | Equip            | Temps      |
| - | ----------------- | ---------------- | ---------- |
| 1 | Alberto Contador  | Team Astana      | 4h 47' 46" |
| 2 | Fränk Schleck     | Saxo Bank        | + 58"      |
| 3 | Luis León Sánchez | Caisse d'Epargne | m. t.      |
| 4 | Cadel Evans       | Silence-Lotto    | + 1' 27"   |
| 5 | David Moncoutié   | Cofidis          | m. t.      |

|   | Ciclista          | Equip            | Temps       |
| - | ----------------- | ---------------- | ----------- |
| 1 | Alberto Contador  | Team Astana      | 23h 21' 08" |
| 2 | Luis León Sánchez | Caisse d'Epargne | + 1' 13"    |
| 3 | Sylvain Chavanel  | Quick Step       | + 1' 24"    |
| 4 | Fränk Schleck     | Saxo Bank        | + 1' 38"    |
| 5 | Kevin Seeldrayers | Quick Step       | + 2' 01"    |

### Etapa 7 - 14 de març de 2009:Manosque-Fayence, 191 km
|   | Ciclista          | Equip            | Temps      |
| - | ----------------- | ---------------- | ---------- |
| 1 | Luis León Sánchez | Caisse d'Epargne | 4h 43' 34" |
| 2 | Toni Colom        | Team Katusha     | + 50"      |
| 3 | Fränk Schleck     | Saxo Bank        | m. t.      |
| 4 | Sylvain Chavanel  | Quick Step       | m. t.      |
| 5 | Jens Voigt        | Saxo Bank        | + 56"      |

|   | Ciclista          | Equip            | Temps      |
| - | ----------------- | ---------------- | ---------- |
| 1 | Luis León Sánchez | Caisse d'Epargne | 28h 5' 45" |
| 2 | Sylvain Chavanel  | Quick Step       | + 1' 09"   |
| 3 | Fränk Schleck     | Saxo Bank        | + 1' 21"   |
| 4 | Alberto Contador  | Team Astana      | + 1' 50"   |
| 5 | Jens Voigt        | Saxo Bank        | + 1' 59"   |

### Etapa 8 - 15 de març de 2009:Niça-Niça, 119 km
|   | Ciclista          | Equip        | Temps      |
| - | ----------------- | ------------ | ---------- |
| 1 | Toni Colom        | Katusha      | 2h 47' 49" |
| 2 | Alberto Contador  | Team Astana  | m. t.      |
| 3 | Fränk Schleck     | Saxo Bank    | + 1"       |
| 4 | Jonathan Hivert   | Skil-Shimano | + 17"      |
| 5 | Christophe Moreau | Agritubel    | m. t.      |

|   | Ciclista          | Equip            | Temps       |
| - | ----------------- | ---------------- | ----------- |
| 1 | Luis León Sánchez | Caisse d'Epargne | 30h 53' 51" |
| 2 | Fränk Schleck     | Saxo Bank        | + 1' 00"    |
| 3 | Sylvain Chavanel  | Quick Step       | + 1' 09"    |
| 4 | Alberto Contador  | Team Astana      | + 1' 24"    |
| 5 | Toni Colom        | Katusha          | + 1' 47"    |

## Classificacions finals

### Classificació general
|    | Ciclista            | Equip                 | Temps       |
| -- | ------------------- | --------------------- | ----------- |
| 1  | Luis León Sánchez   | Caisse d'Epargne      | 30h 53' 51" |
| 2  | Fränk Schleck       | Saxo Bank             | + 1' 00"    |
| 3  | Sylvain Chavanel    | Quick Step            | + 1' 09"    |
| 4  | Alberto Contador    | Team Astana           | + 1' 24"    |
| 5  | Toni Colom          | Katusha               | + 1' 47"    |
| 6  | Jens Voigt          | Saxo Bank             | + 1' 59"    |
| 7  | Kevin Seeldrayers   | Quick Step            | + 2' 29"    |
| 8  | Jonathan Hivert     | Skil-Shimano          | + 2' 59"    |
| 9  | Iuri Trofímov       | Bbox Bouygues Telecom | + 3' 37"    |
| 10 | Christophe Le Mevel | Francaise des Jeux    | + 4' 00"    |

|   | Ciclista         | Equip              | Punts |
| - | ---------------- | ------------------ | ----- |
| 1 | Tony Martin      | Columbia-High Road | 55    |
| 2 | Alberto Contador | Team Astana        | 48    |
| 3 | Jérémy Roy       | Francaise des Jeux | 32    |

|   | Ciclista         | Equip       | Punts |
| - | ---------------- | ----------- | ----- |
| 1 | Sylvain Chavanel | Quick Step  | 94    |
| 2 | Alberto Contador | Team Astana | 84    |
| 3 | Toni Colom       | Katusha     | 76    |

|   | Ciclista          | Equip                 | Temps       |
| - | ----------------- | --------------------- | ----------- |
| 1 | Kevin Seeldrayers | Quick Step            | 30h 56' 20" |
| 2 | Jonathan Hivert   | Skil-Shimano          | + 28"       |
| 3 | Iuri Trofímov     | Bbox Bouygues Telecom | + 1' 08"    |

|   | Equip              | País      | Temps       |
| - | ------------------ | --------- | ----------- |
| 1 | Saxo Bank          | Dinamarca | 92h 52' 45" |
| 2 | Francaise des Jeux | França    | + 10' 29"   |
| 3 | Caisse d'Epargne   | Espanya   | + 13' 58"   |

### Evolució de les classificacions
| Etapa (Vencedor)               | Classificaió general  | Classificació de la muntanya | Classificació per punts | Classificació del millor jove | Classificació per equips |
| ------------------------------ | --------------------- | ---------------------------- | ----------------------- | ----------------------------- | ------------------------ |
| 1a etapa Alberto Contador      | Alberto Contador      | no n'hi ha                   | Alberto Contador        | Tony Martin                   | Team Astana              |
| 2a etapa Heinrich Haussler     | Alberto Contador      | Aitor Hernández              | Heinrich Haussler       | Tony Martin                   | Team Astana              |
| 3a etapa Sylvain Chavanel      | Sylvain Chavanel      | Stéphane Auge                | Sylvain Chavanel        | Kevin Seeldrayers             | Rabobank                 |
| 4a etapa Christian Vande Velde | Sylvain Chavanel      | Stéphane Auge                | Mirco Lorenzetto        | Kevin Seeldrayers             | Rabobank                 |
| 5a etapa Jérémy Roy            | Sylvain Chavanel      | Tony Martin                  | Mirco Lorenzetto        | Kevin Seeldrayers             | Rabobank                 |
| 6a etapa Alberto Contador      | Alberto Contador      | Tony Martin                  | Mirco Lorenzetto        | Kevin Seeldrayers             | Saxo Bank                |
| 7a etapa Luis León Sánchez Gil | Luis León Sánchez Gil | Tony Martin                  | Sylvain Chavanel        | Kevin Seeldrayers             | Saxo Bank                |
| 8a etapa Toni Colom            | Luis León Sánchez Gil | Tony Martin                  | Sylvain Chavanel        | Kevin Seeldrayers             | Saxo Bank                |
| Final                          | Luis León Sánchez Gil | Tony Martin                  | Sylvain Chavanel        | Kevin Seeldrayers             | Saxo Bank                |